# Norddeutsche Fußballmeisterschaft 1922/23

Der Hamburger SV wurde zum dritten Mal norddeutscher Fußballmeister

Die norddeutsche Fußballmeisterschaft 1922/23 war die 17. vom Norddeutschen Fußball-Verband ausgetragene Fußballmeisterschaft. Sieger wurde der Hamburger SV durch ein 2:0-Sieg im Finale gegen Holstein Kiel. Durch diesen Sieg qualifizierten sich die Hamburger für die deutsche Fußballmeisterschaft 1922/23, bei der sie nach Siegen über Guts Muts Dresden und VfB Königsberg das Finale erreichten. Das am 10. Juni 1923 im Deutschen Stadion in Berlin ausgetragene Spiel gewann Hamburg mit 3:0 gegen Union Oberschöneweide und wurde erstmals deutscher Fußballmeister.

## Modus und Übersicht
Vor Beginn dieser Spielzeit wurde die zuletzt sechsgleisige regionale Liga aufgegeben. Der Spielbetrieb auch der obersten Klasse lag wieder in den Händen der Bezirke, die nach einer Strukturreform des Verbandes nun allerdings „Kreise“ hießen. Während im Kreis Groß-Hamburg weiter in den Staffeln Alsterkreis und Elbekreis gespielt wurde, traten die Vereine aus Harburg und Wilhelmsburg wieder im Kreis Nordhannover an. Der Kreis Strelitz-Vorpommern wurde neu gegründet und von Lübeck-Schwerin getrennt. Der Südkreis und der Kreis Weser-Jade spielten fortan in zwei Staffeln, wobei sich wie in Hamburg jeweils beide Staffelsieger für die norddeutsche Endrunde qualifizierten. Deren Modus war vorläufig wieder derselbe wie bis 1920.
| Kreis               | Staffel             | Meister             |
| ------------------- | ------------------- | ------------------- |
| Groß-Hamburg        | Alsterkreis         | Hamburger SV        |
| Groß-Hamburg        | Elbekreis           | Union 03 Altona     |
| Nordhannover        | Nordhannover        | Borussia Harburg    |
| Schleswig-Holstein  | Schleswig-Holstein  | Holstein Kiel       |
| Lübeck-Mecklenburg  | Lübeck-Mecklenburg  | Lübecker BV 03      |
| Strelitz-Vorpommern | Strelitz-Vorpommern | VfB Swinemünde      |
| Südkreis            | Staffel 1           | SV Arminia Hannover |
| Südkreis            | Staffel 2           | Eintracht Hannover  |
| Weser-Jade          | Jade                | SV Werder Bremen    |
| Weser-Jade          | Weser               | FC Stern Bremen     |

## Ligaklasse Groß-Hamburg
Die Ligaklasse Groß-Hamburg war in dieser Spielzeit erneut in die Gruppen Alsterkreis und Elbekreis unterteilt, deren jeweiliger Sieger für die norddeutsche Endrunde qualifiziert war. Ein Spiel zwischen den Staffelsiegern zur Ermittlung des Fußballmeisters Groß-Hamburgs wurde nicht ausgetragen, weil der HSV verzichtete. Da Union keinen „geschenkten“ Titel annehmen wollte, blieb dieser vakant.

### Alsterkreis
| Pl. | Verein                       | Sp. | S  | U | N  | Tore    | Quote | Punkte |
| --- | ---------------------------- | --- | -- | - | -- | ------- | ----- | ------ |
| 1.  | Hamburger SV (NM)            | 14  | 13 | 0 | 1  | 093:140 | 6,64  | 26:20  |
| 2.  | SV St. Georg                 | 14  | 10 | 1 | 3  | 075:250 | 3,00  | 21:70  |
| 3.  | SC Victoria Hamburg          | 14  | 9  | 1 | 4  | 050:190 | 2,63  | 19:90  |
| 4.  | Eimsbütteler TV              | 14  | 7  | 3 | 4  | 045:260 | 1,73  | 17:11  |
| 5.  | Hamburg St. Pauli Turnverein | 14  | 5  | 1 | 8  | 021:490 | 0,43  | 11:17  |
| 6.  | Concordia Wandsbek           | 14  | 4  | 1 | 9  | 022:490 | 0,45  | 09:19  |
| 7.  | SV Uhlenhorst-Herta (N)      | 14  | 4  | 1 | 9  | 019:750 | 0,25  | 09:19  |
| 8.  | SC Sperber Hamburg           | 14  | 2  | 0 | 12 | 014:650 | 0,22  | 04:24  |

| (NM) | norddeutscher Titelverteidiger |
| (N)  | Aufsteiger                     |

### Elbekreis
| Pl. | Verein                    | Sp. | S  | U | N | Tore    | Quote | Punkte |
| --- | ------------------------- | --- | -- | - | - | ------- | ----- | ------ |
| 1.  | Union 03 Altona           | 14  | 11 | 3 | 0 | 045:120 | 3,75  | 25:30  |
| 2.  | Altona 93                 | 14  | 11 | 2 | 1 | 065:180 | 3,61  | 24:40  |
| 3.  | Rothenburgsorter FK 1908  | 14  | 6  | 1 | 7 | 026:250 | 1,04  | 13:15  |
| 4.  | FC Teutonia 05 Ottensen   | 14  | 6  | 1 | 7 | 028:460 | 0,61  | 13:15  |
| 5.  | Ottensener SV 07          | 14  | 4  | 3 | 7 | 026:390 | 0,67  | 11:17  |
| 6.  | SpVgg Blankenese          | 14  | 4  | 1 | 9 | 025:400 | 0,63  | 09:19  |
| 7.  | SC Nienstedten 1907 (N)   | 14  | 3  | 3 | 8 | 015:300 | 0,50  | 09:19  |
| 8.  | SpVgg Polizei Hamburg (N) | 14  | 3  | 2 | 9 | 024:440 | 0,55  | 08:20  |

| (N) | Aufsteiger |

### Relegationsrunde Groß-Hamburg
In der Relegationsrunde trafen die jeweils letztplatzierten Vereine beider Staffeln auf die Sieger der drei zweitklassigen A-Klassen. Der St. Pauli Sportverein sicherte sich durch Platz 1 den Aufstieg in die Erstklassigkeit, dank des zweiten Platzes verblieb die SpVgg Polizei Hamburg in der ersten Liga. Der SC Sperber Hamburg musste dagegen in die A-Klasse absteigen.
| Pl. | Verein                                                | Sp. | S | U | N | Tore    | Quote | Punkte |
| --- | ----------------------------------------------------- | --- | - | - | - | ------- | ----- | ------ |
| 1.  | St. Pauli Sportverein (Sieger A-Klasse Staffel 1)     | 4   | 4 | 0 | 0 | 014:200 | 7,00  | 08:0   |
| 2.  | SpVgg Polizei Hamburg (Letztplatzierter Staffel Elbe) | 4   | 3 | 0 | 1 | 005:600 | 0,83  | 06:20  |
| 3.  | Eintracht Lokstedt (Sieger A-Klasse Staffel 2)        | 4   | 2 | 0 | 2 | 006:500 | 1,20  | 04:40  |
| 4.  | SC Sperber Hamburg (Letztplatzierter Staffel Alster)  | 5   | 2 | 1 | 2 | 009:120 | 0,75  | 05:50  |
| 5.  | Bergedorf 1860 (Sieger A-Klasse Staffel 3)            | 4   | 0 | 0 | 4 | 001:900 | 0,11  | 0:80   |

## Kreisliga Nordhannover
Die Kreisliga Nordhannover umfasste jetzt auch wieder die „heimgekehrten“ Vereine, die in den beiden vorigen Saisons im Alsterkreis und Elbekreis gespielt hatten.
| Pl. | Verein                   | Sp. | S  | U | N  | Tore    | Quote | Punkte |
| --- | ------------------------ | --- | -- | - | -- | ------- | ----- | ------ |
| 1.  | Borussia Harburg         | 14  | 12 | 0 | 2  | 041:110 | 3,73  | 24:40  |
| 2.  | Viktoria Wilhelmsburg    | 13  | 9  | 0 | 4  | 028:180 | 1,56  | 18:80  |
| 3.  | Rasensport Harburg (N)   | 14  | 9  | 0 | 5  | 036:230 | 1,57  | 18:10  |
| 4.  | Wilhelmsburger FV 09 (N) | 14  | 6  | 0 | 8  | 018:280 | 0,64  | 12:16  |
| 5.  | MTV Harburg (N)          | 13  | 5  | 1 | 7  | 021:210 | 1,00  | 11:15  |
| 6.  | Harburger TB 1865 (N)    | 14  | 5  | 0 | 9  | 018:310 | 0,58  | 10:18  |
| 7.  | FC Normannia Harburg     | 14  | 5  | 0 | 9  | 013:260 | 0,50  | 10:18  |
| 8.  | Hertha Harburg (N)       | 14  | 3  | 1 | 10 | 015:320 | 0,47  | 07:21  |

| (N) | Aufsteiger |

## Kreisliga Schleswig-Holstein
Die Liga des neu gebildeten Kreises Schleswig-Holstein wurde in dieser Spielzeit in einer Staffel mit acht Mannschaften ausgetragen.
| Pl. | Verein                          | Sp. | S  | U | N  | Tore    | Quote | Punkte |
| --- | ------------------------------- | --- | -- | - | -- | ------- | ----- | ------ |
| 1.  | Holstein Kiel (M)               | 14  | 13 | 1 | 0  | 062:500 | 12,40 | 27:10  |
| 2.  | FVgg Kilia Kiel                 | 14  | 8  | 3 | 3  | 045:160 | 2,81  | 19:90  |
| 3.  | VfB Union-Teutonia Kiel         | 14  | 8  | 2 | 4  | 031:260 | 1,19  | 18:10  |
| 4.  | Kieler TV                       | 14  | 4  | 5 | 5  | 028:400 | 0,70  | 13:15  |
| 5.  | SV Hohenzollern-Hertha Kiel (N) | 14  | 3  | 5 | 6  | 021:380 | 0,55  | 11:17  |
| 6.  | Olympia Neumünster              | 14  | 3  | 3 | 8  | 018:320 | 0,56  | 09:19  |
| 7.  | Preußen 1909 Itzehoe            | 14  | 3  | 3 | 8  | 018:350 | 0,51  | 09:19  |
| 8.  | Borussia Gaarden                | 14  | 3  | 0 | 11 | 017:480 | 0,35  | 06:22  |

| (M) | Titelverteidiger Nordkreis |
| (N) | Aufsteiger                 |

Relegationsrunde:
| Pl. | Verein               | Sp. | S | U | N | Tore    | Quote | Punkte |
| --- | -------------------- | --- | - | - | - | ------- | ----- | ------ |
| 1.  | Borussia Gaarden     | 4   | 4 | 0 | 0 | 011:200 | 5,50  | 08:0   |
| 2.  | 1. Flensburger FC 08 | 4   | 3 | 0 | 1 | 012:700 | 1,71  | 06:20  |
| 3.  | TuS Gaarden          | 4   | 2 | 0 | 2 | 006:120 | 0,50  | 04:40  |
| 4.  | Neumünster 1910      | 4   | 1 | 0 | 3 | 005:800 | 0,63  | 02:60  |
| 5.  | VfL 05 Heide         | 4   | 0 | 0 | 4 | 003:800 | 0,38  | 0:80   |

## Kreisliga Lübeck-Mecklenburg
Die ehemalige Ligastaffel Ostkreis wurde in dieser Spielzeit auf acht Mannschaften aufgestockt, Corso Strelitz gehörte nun zu Strelitz-Vorpommern.
| Pl. | Verein                | Sp. | S  | U | N  | Tore    | Quote | Punkte |
| --- | --------------------- | --- | -- | - | -- | ------- | ----- | ------ |
| 1.  | Lübecker BV 03 (M)    | 14  | 12 | 0 | 2  | 044:180 | 2,44  | 24:40  |
| 2.  | Schweriner FC 03      | 14  | 10 | 1 | 3  | 052:160 | 3,25  | 21:70  |
| 3.  | VfR Lübeck (N)        | 14  | 8  | 1 | 5  | 034:280 | 1,21  | 17:11  |
| 4.  | TV Gut Heil Lübeck    | 14  | 7  | 2 | 5  | 024:260 | 0,92  | 16:12  |
| 5.  | Lübecker TS           | 14  | 5  | 2 | 7  | 028:320 | 0,88  | 12:16  |
| 6.  | Rostocker SC 1895 (N) | 14  | 5  | 2 | 7  | 030:370 | 0,81  | 12:16  |
| 7.  | VfL Schwerin          | 14  | 2  | 2 | 10 | 018:380 | 0,47  | 06:22  |
| 8.  | VfR Rostock (N)       | 14  | 1  | 2 | 11 | 012:470 | 0,26  | 04:24  |

| (M) | Titelverteidiger Ostkreis |
| (N) | Aufsteiger                |

Relegationsspiel:
|             | Gesamt |              | Hinspiel | Rückspiel |
| ----------- | ------ | ------------ | -------- | --------- |
| VfR Rostock | 1:6    | MTV Oldesloe | 0:2      | 1:4       |

## Kreisliga Strelitz-Vorpommern
Die Kreisliga Strelitz-Vorpommern wurde zu dieser Spielzeit vom NFV neu ins Leben gerufen, die Vereine spielten vormals im Ostkreis. Aus dieser Spielzeit ist nur der Sieger, VfB Swinemünde, überliefert.

## Kreisliga Südkreis
Die Kreisliga Südkreis wurde in dieser Spielzeit erstmals in zwei Staffeln unterteilt. Die beiden Staffelsieger qualifizierten sich für die norddeutsche Endrunde. Ein Finale zwischen beiden Staffelsiegern zur Ermittlung des Kreismeisters gab es noch nicht.

### Staffel 1
| Pl. | Verein                    | Sp. | S  | U | N | Tore    | Quote | Punkte |
| --- | ------------------------- | --- | -- | - | - | ------- | ----- | ------ |
| 1.  | SV Arminia Hannover (M)   | 14  | 12 | 1 | 1 | 065:120 | 5,42  | 25:30  |
| 2.  | VfB Peine                 | 14  | 9  | 2 | 3 | 035:150 | 2,33  | 20:80  |
| 3.  | Hannoverscher SC 02       | 13  | 8  | 0 | 5 | 037:190 | 1,95  | 16:10  |
| 4.  | BV Werder Hannover (N)    | 14  | 6  | 2 | 6 | 033:350 | 0,94  | 14:14  |
| 5.  | FV Sport Hannover         | 13  | 6  | 0 | 7 | 027:320 | 0,84  | 12:14  |
| 6.  | Germania Wolfenbüttel (N) | 13  | 3  | 1 | 9 | 026:440 | 0,59  | 07:19  |
| 7.  | Goslarer SC 08 (N)        | 12  | 3  | 1 | 8 | 026:450 | 0,58  | 07:17  |
| 8.  | SV Viktoria Burgdorf (N)  | 11  | 1  | 1 | 9 | 019:660 | 0,29  | 03:19  |

| (M) | Titelverteidiger Südkreis |
| (N) | Aufsteiger                |

### Staffel 2
| Pl. | Verein                     | Sp. | S  | U | N  | Tore    | Quote | Punkte |
| --- | -------------------------- | --- | -- | - | -- | ------- | ----- | ------ |
| 1.  | Eintracht Hannover         | 14  | 11 | 1 | 2  | 051:180 | 2,83  | 23:50  |
| 2.  | Eintracht Braunschweig     | 14  | 10 | 2 | 2  | 046:120 | 3,83  | 22:60  |
| 3.  | Hannover 96                | 14  | 9  | 1 | 4  | 047:200 | 2,35  | 19:90  |
| 4.  | Niedersachsen Hannover (N) | 14  | 6  | 3 | 5  | 024:280 | 0,86  | 15:13  |
| 5.  | Borussia Hannover (N)      | 14  | 6  | 1 | 7  | 017:300 | 0,57  | 13:15  |
| 6.  | SpVgg Hildesheim 07        | 13  | 3  | 3 | 7  | 021:380 | 0,55  | 09:17  |
| 7.  | VfB Braunschweig           | 13  | 3  | 1 | 9  | 019:280 | 0,68  | 07:19  |
| 8.  | MTV Wolfenbüttel (N)       | 14  | 0  | 2 | 12 | 012:630 | 0,19  | 02:26  |

| (N) | Aufsteiger |

### Relegationsrunde Südkreis
In der Relegationsrunde trafen die jeweils letztplatzierten Vereine beider Staffeln auf die Sieger der drei zweitklassigen Ligen. Am Ende belegten zwei Zweitligisten die beiden vordersten Plätze und stiegen in die zur kommenden Spielzeit Bezirksliga Südkreis genannte Liga auf.
| Pl. | Verein               | Sp. | S | U | N | Punkte |
| --- | -------------------- | --- | - | - | - | ------ |
| 1.  | RSV Hildesheim       | 4   | 3 | 1 | 0 | 7:1    |
| 2.  | SV 06 Lehrte         | 4   | 3 | 0 | 1 | 6:2    |
| 3.  | MTV Wolfenbüttel     | 4   | 2 | 1 | 1 | 5:3    |
| 4.  | SV Viktoria Burgdorf | 4   | 1 | 0 | 3 | 2:6    |
| 5.  | SV Oker              | 4   | 0 | 0 | 4 | 0:8    |

## Kreisliga Weser-Jade
Auch der Kreis Weser-Jade wurde in dieser Spielzeit in zwei Staffeln unterteilt. Fortan spielten die Vereine in den Staffeln Jade und Weser, beide Staffelsieger qualifizierten sich für die norddeutsche Endrunde, ein Finale zwischen beiden Staffelsiegern zur Ermittlung des Kreismeisters wurde erst in der kommenden Spielzeit eingeführt.

### Staffel Jade
| Pl. | Verein                  | Sp. | S | U | N  | Tore    | Quote | Punkte |
| --- | ----------------------- | --- | - | - | -- | ------- | ----- | ------ |
| 1.  | SV Werder Bremen        | 12  | 7 | 4 | 1  | 026:600 | 4,33  | 18:60  |
| 2.  | VfB Oldenburg           | 12  | 8 | 2 | 2  | 020:120 | 1,67  | 18:60  |
| 3.  | Bremer SV               | 12  | 6 | 4 | 2  | 025:100 | 2,50  | 16:80  |
| 4.  | VfB Komet Bremen        | 12  | 5 | 2 | 5  | 017:220 | 0,77  | 12:12  |
| 5.  | SV Frisia Oldenburg (N) | 12  | 4 | 1 | 7  | 007:210 | 0,33  | 09:15  |
| 6.  | VfB Wilhelmshaven       | 12  | 3 | 2 | 7  | 009:220 | 0,41  | 08:16  |
| 7.  | SV 1862 Hemelingen (N)  | 12  | 1 | 1 | 10 | 011:220 | 0,50  | 03:21  |

| (N) | Aufsteiger |

Entscheidungsspiel Platz 1:
|                  | Ergebnis |               |
| ---------------- | -------- | ------------- |
| SV Werder Bremen | 5:0      | VfB Oldenburg |

### Staffel Weser
| Pl. | Verein                     | Sp. | S  | U | N  | Tore    | Quote | Punkte |
| --- | -------------------------- | --- | -- | - | -- | ------- | ----- | ------ |
| 1.  | FC Stern Bremen (N)        | 12  | 10 | 2 | 0  | 030:120 | 2,50  | 22:20  |
| 2.  | ABTS Bremen (M)            | 12  | 9  | 2 | 1  | 040:110 | 3,64  | 20:40  |
| 3.  | FC Hohenzollern Bremen (N) | 12  | 6  | 1 | 5  | 030:280 | 1,07  | 13:11  |
| 4.  | Geestemünder SC            | 12  | 4  | 3 | 5  | 021:260 | 0,81  | 11:13  |
| 5.  | Eintracht Bremen           | 12  | 4  | 1 | 7  | 019:270 | 0,70  | 09:15  |
| 6.  | Cuxhavener SV (N)          | 12  | 4  | 0 | 8  | 020:370 | 0,54  | 08:16  |
| 7.  | TSV Wulsdorf (N)           | 12  | 0  | 1 | 11 | 011:300 | 0,37  | 01:23  |

| (M) | Titelverteidiger Westkreis |
| (N) | Aufsteiger                 |

### Relegationsrunde Weser-Jade
In der Relegationsrunde trafen die jeweils letztplatzierten Vereine beider Staffeln auf die Sieger der vier zweitklassigen 1. Kreisklassen. Der SV Hemelingen setzte sich durch und verblieb in der Bezirksliga, der FV 1900 Woltmershausen stieg dank des zweiten Platzes in die zur kommenden Saison Bezirksliga genannte Liga auf. Der TSV Wulsdorf erreichte hingegen nur den vierten Platz, was den Abstieg in die Zweitklassigkeit bedeutete.
| Pl. | Verein                       | Sp. | S | U | N | Punkte |
| --- | ---------------------------- | --- | - | - | - | ------ |
| 1.  | SV 1862 Hemelingen           | 5   | 4 | 1 | 0 | 9:10   |
| 2.  | FV 1900 Woltmershausen       | 5   | 3 | 1 | 1 | 7:30   |
| 3.  | FC Deutschland Wilhelmshaven | 4   | 2 | 1 | 1 | 5:30   |
| 4.  | TSV Wulsdorf                 | 4   | 1 | 2 | 1 | 4:40   |
| 5.  | SC Sparta Bremerhaven        | 5   | 1 | 1 | 3 | 3:70   |
| 6.  | FC Germania Leer             | 5   | 0 | 0 | 5 | 0:10   |

## Endrunde um die norddeutsche Fußballmeisterschaft
Die Endrunde um die norddeutsche Fußballmeisterschaft fand in dieser Saison ausschließlich im K.-o.-System statt. Qualifiziert waren alle Sieger der zehn obersten Ligen.

### Qualifikation
Gespielt wurde am 18. und 25. März 1923.
|                                                    | Ergebnis |                                                     |
| -------------------------------------------------- | -------- | --------------------------------------------------- |
| SV Arminia Hannover (Meister Südkreis Staffel 1)   | 6:1      | SV Werder Bremen (Meister Westkreis Staffel Jade)   |
| Lübecker BV 03 (Meister Ostkreis)                  | 1:5      | Union 03 Altona (Meister Groß-Hamburg Staffel Elbe) |
| Hamburger SV (Meister Groß-Hamburg Staffel Alster) | 3:1      | Borussia Harburg (Meister Nordhannover)             |
| Holstein Kiel (Meister Nordkreis)                  | 9:1      | VfB Swinemünde (Meister Strelitz-Vorpommern)        |
| FC Stern Bremen (Meister Westkreis Staffel Weser)  | 1:4      | Eintracht Hannover (Meister Südkreis Staffel 2)     |

### Viertelfinale
| Datum                              |                    | Ergebnis  |                     |
| ---------------------------------- | ------------------ | --------- | ------------------- |
| 8. April 1923                      | Union 03 Altona    | 4:3 n. V. | SV Arminia Hannover |
| 8. April 1923                      | Eintracht Hannover | 1:4       | Hamburger SV        |
| Holstein Kiel erhielt ein Freilos. |                    |           |                     |

### Halbfinale
| Datum                                 |               | Ergebnis |                 |
| ------------------------------------- | ------------- | -------- | --------------- |
| 15. April 1923                        | Holstein Kiel | 5:1      | Union 03 Altona |
| Der Hamburger SV erhielt ein Freilos. |               |          |                 |

### Finale
| Datum          |              | Ergebnis |               | Stadion          |
| -------------- | ------------ | -------- | ------------- | ---------------- |
| 29. April 1923 | Hamburger SV | 2:0      | Holstein Kiel | Stadion Hoheluft |